# Христианство в Саудовской Аравии
Христианство в Саудовской Аравии — одна из мировых религий в Саудовской Аравии.
По некоторым оценкам, до 1,2 млн (4,4 %) жителей Саудовской Аравии (включая граждан и иностранцев) — христиане. Из них 1,05 млн — католики, 100 тыс. — протестанты, 50 тыс. — последователи Древневосточных православных церквей (живущие на побережье Красного моря этнические копты, эфиопы и эритрейцы).

## История
Некоторые регионы нынешней Саудовской Аравии (например, регион Наджран) были преимущественно населены христианами вплоть до VII—X века, когда они или перешли в ислам, или были изгнаны, или платили джизью.
Некоторые арабские племена Аравии (Бану Таглиб, Бану Тамим) также исповедовали христианство, но позднее под давлением мусульман переселились в Сирию и Ирак, так как не платили джизью.

## Современное положение
В Саудовской Аравии запрещено публично исповедовать христианство, все граждане этой страны должны быть мусульманами. Религиозная полиция (Мутавин) следит за исполнением законодательства о религии. Граждане Саудовской Аравии, перешедшие в христианство или какую-либо другую религию, приговариваются к смертной казни.
Большинство христиан Саудовской Аравии — граждане иностранных государств. Проводить открытые богослужения в стране запрещено даже иностранцам. Неофициально проведение христианских обрядов, богослужений практикуется в частных домах, частных учебных заведениях. Государство запрещает въезд в страну иностранных христианских священников, а также распространение христианской литературы.

### Католицизм

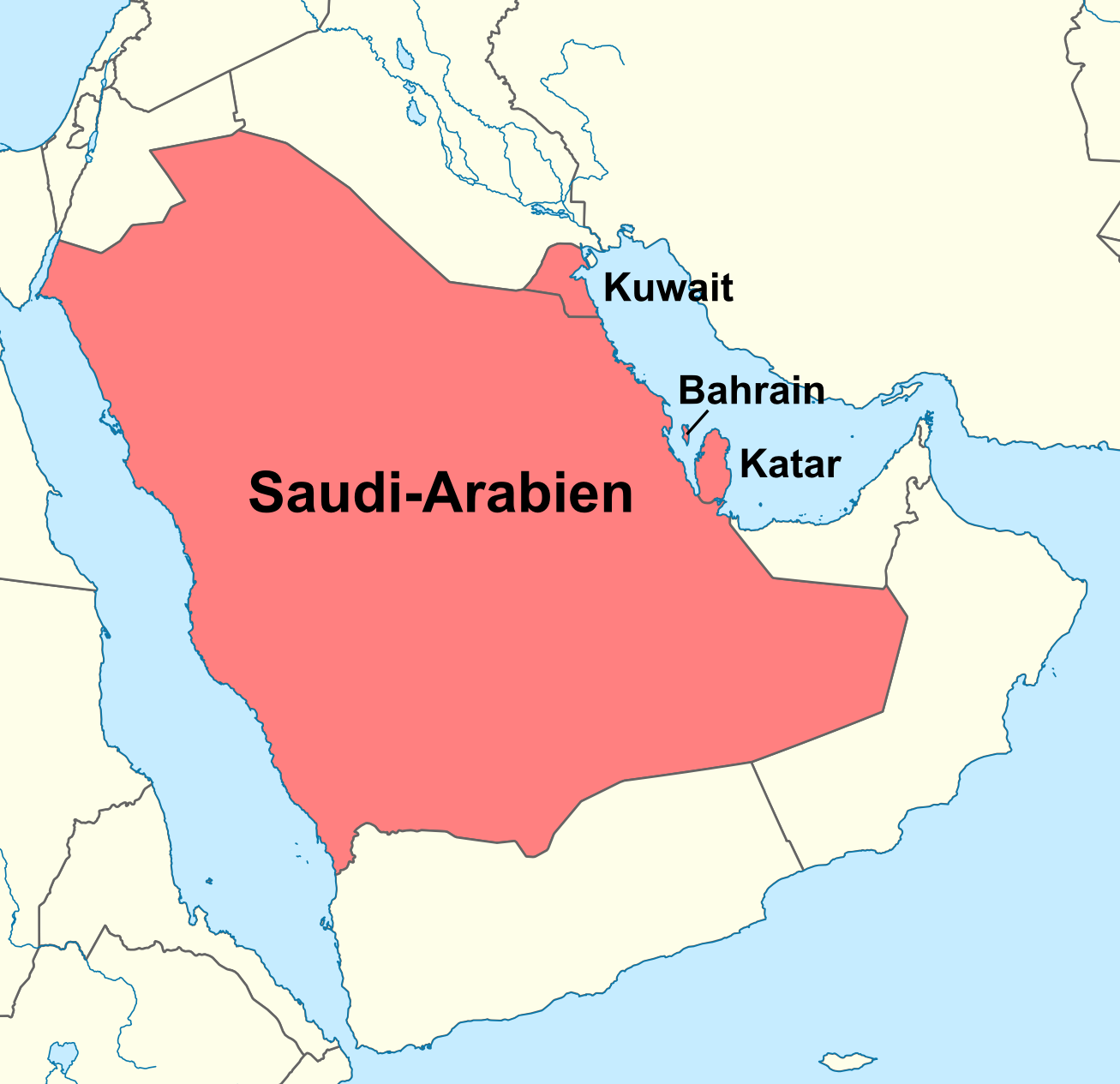
Карта юрисдикции апостольского викариата Северной Аравии

В 1953 году Святой Престол учредил апостольскую префектуру Кувейта, которая в 1954 году была преобразована в апостольский викариат. В 2011 году апостольский викариат Кувейта был переименован в апостольский викариат Северной Аравии. До 2012 года центр апостольского викариата находился в городе Кувейт, после чего был переведён в город Манама. Под юрисдикцией апостольского викариата Северной Аравии находятся католики, проживающие в Саудовской Аравии, Бахрейне, Катаре и Кувейте. С 2005 года епископом является Камилло Баллин.
В 2007 году Папа римский Бенедикт XVI встречался с королём Саудовской Аравии, обсуждал вопрос положения христиан в этой стране.

### Протестанты
В силу подпольного положения протестантов, достоверных данных об их служении в стране нет. Тем не менее, издание «Операция мир» содержит информацию об одной англиканской и 128 протестантских общинах в стране в 2000 году.
По оценкам, до 100 тыс. жителей Саудовской Аравии являются протестантами (2010 год). Из них, 88,6 тыс. человек принадлежат к различным евангельским церквям. Крупнейшую конфессиональную группу представляют пятидесятники и неопятидесятники (83 тыс.), в первую очередь это выходцы из Филиппин, Индии, Кореи, Эфиопии и Эритреи. Численность англикан оценивается в 2 тыс. человек, большинство из них — британцы. Среди корейцев и американцев имеются пресвитериане.

### Другие конфессии
Среди иммигрантов из Египта, Эфиопии, Эритреи и Ливана имеются сторонники Древневосточных православных церквей (50 тыс.) — Коптской, Эфиопской, Эритрейской и Сиро-яковитской.